# Булед
Булед (на люксембургски: Bauschelt) е община в Люксембург, окръг Дикирх, кантон Вилц.
Има обща площ от 32,13 км². Населението ѝ е 902 души през 2009 година.

## Състав
Общината се състои от 3 села:
- Булед (Bauschelt)
- (Baschelt)
- (Sir)